# Tyler Eifert
(en) Statistiques sur pro-football-reference
Tyler Eifert, né le 8 septembre 1990 à Fort Wayne dans l'État de l'Indiana, est un joueur américain de football américain évoluant au poste de tight end dans l'équipe des Jaguars de Jacksonville de la National Football League (NFL). 
Après une carrière universitaire au sein des Fighting Irish de Notre Dame, il est sélectionné au premier tour durant la draft 2013 de la NFL par les Bengals de Cincinnati, avec lesquels il joue jusqu'en 2019.

## Biographie

### Jeunesse
Tyler Eifert suit des études secondaires au Saint Vincent De Paul Catholic School et au Bishop Dwenger High School, sa ville natale. Il y joue dans l'équipe de football américain en tant que tight end et defensive back. Lors de sa dernière année, il marque 9 touchdowns, en plus de réaliser aussi 97 plaquages et 5 interceptions en défense. Classé recrue 3 étoiles par le site Rivals.com, il choisit l'université de Notre-Dame-du-Lac malgré des offres d'Indiana, Purdue et Minnesota.

### Carrière universitaire
Il intègre l'équipe des Fighting Irish de Notre Dame, mais ne joue qu'un match sa première année, blessé au dos. La deuxième saison, il est la doublure de Kyle Rudolph, mais le remplace après la blessure de ce dernier. Il finit cette saison avec 27 réceptions, 352 yards et 2 touchdowns en 11 matchs. Il devient ainsi titulaire lors de sa troisième saison, marque 5 touchdowns et réalise 803 yards sur 63 réceptions. Ces statistiques lui permettent d'être finaliste du John Mackey Award et de battre le record de réceptions en une saison pour un tight end de Notre Dame. L'année suivante, il remporte le John Mackey Award et est nommé par l'Associated Press dans la seconde équipe-type All-American.
Il participe avec les Fighting Irish à la finale nationale universitaire, le BCS National Championship Game, qu'il perd 42 à 14 contre les Crimson Tide de l'Alabama. Il décline sa dernière saison comme senior pour se rendre éligible à la draft 2013 de la NFL.

### Carrière professionnelle
Il est recruté par les Bengals de Cincinnati au premier tour, à la 21e position, lors de la draft 2013 de la NFL. Il signe avec la franchise de l'Ohio un contrat de 4 ans pour 8,25 millions de dollars.
Il fait ses débuts professionnels lors du premier match de la saison 2013, le 8 septembre contre les Bears de Chicago, et il marque son premier touchdown lors d'une victoire contre les Lions de Detroit le 20 octobre. Il termine sa première saison professionnelle avec 445 yards à la réception sur 39 passes attrapées et 2 touchdowns marqués.
Lors du premier match de la saison 2014 face aux Ravens de Baltimore, il se disloque le coude durant le premier quart-temps et doit quitter le match. Il manque par conséquent le restant de la saison.
Il retourne sur le terrain en 2015 et lors du premier match de la saison face aux Raiders d'Oakland, il réalise son premier match en carrière avec au moins 100 yards à la réception en réceptionnant pour 104 yards en plus de marquer deux touchdowns. Il termine cette saison en réceptionnant pour 615 yards en plus de marquer 13 touchdowns, lui valant une sélection pour le Pro Bowl. Il se blesse toutefois à la cheville durant cette partie et il est prévu que cette blessure lui fasse manquer la première partie de la saison 2016.
Les saisons suivantes de Eifert sont perturbées par les blessures et il ne dispute que 14 parties entre 2016 et 2018. Il a dû subir une opération au dos durant deux saisons consécutives, puis en 2018, sa saison a pris fin au bout de 4 matchs après une grave blessure à la cheville contre les Falcons d'Atlanta.
Il parvient à rester en santé durant la saison 2019 en jouant les 16 matchs du calendrier. Après sept saisons avec les Bengals, il rejoint les Jaguars de Jacksonville en mars 2020 sur un contrat de deux ans.

## Statistiques
| Année              | Équipe                | MJ                 |     | Passes réceptionnées | Passes réceptionnées | Passes réceptionnées | Passes réceptionnées |       | Courses | Courses | Courses | Courses |
| Année              | Équipe                | MJ                 | Nb. | Yards                | Moy.                 | TD                   | Nb.                  | Yards | Moy.    | TD      |         |         |
| 2013               | Bengals de Cincinnati | 15                 | 39  | 445                  | 11,4                 | 2                    | -                    | -     | -       | -       |         |         |
| 2014               | Bengals de Cincinnati | 1                  | 3   | 37                   | 12,3                 | 0                    | -                    | -     | -       | -       |         |         |
| 2015               | Bengals de Cincinnati | 13                 | 52  | 615                  | 11,8                 | 13                   | -                    | -     | -       | -       |         |         |
| 2016               | Bengals de Cincinnati | 8                  | 29  | 394                  | 13,6                 | 5                    | -                    | -     | -       | -       |         |         |
| 2017               | Bengals de Cincinnati | 2                  | 4   | 46                   | 11,5                 | 0                    | -                    | -     | -       | -       |         |         |
| 2018               | Bengals de Cincinnati | 4                  | 15  | 179                  | 11,9                 | 1                    | -                    | -     | -       | -       |         |         |
| 2019               | Bengals de Cincinnati | 16                 | 43  | 436                  | 10,1                 | 3                    | -                    | -     | -       | -       |         |         |
| Totaux en carrière | Totaux en carrière    | Totaux en carrière | 185 | 2 152                | 11,6                 | 24                   | -                    | -     | -       | -       |         |         |